# Глоговац (Цазин)
Глоговац је насељено место у Босни и Херцеговини у граду Цазину. Административно припада Федерацији Босне и Херцеговине, односно њеном Унско-санском кантону. Према попису становништва из 2013. у насељу је било 1.320 становника, а већинску популацију чинили су Бошњаци.

## Становништво
По последњем службеном попису становништва из 2013. године у овом насељу живело је 1.320 становника, а село је било етнички хомогено са већинском бошњачком популацијом.
| Националност | 2013. | 1991.          | 1981.          | 1971.          |
| Бошњаци      | —     | 1.084 (99,45%) | 1.003 (99,41%) | 1.730 (99,59%) |
| Хрвати       | —     | 1 (0,09%)      | 0              | 0              |
| Срби         | —     | 3 (0,27%)      | 4 (0,40%)      | 2 (0,27%)      |
| остали       | —     | 2 (0,18%)      | 2 (0,20%)      | 1 (0,14%)      |
| Укупно       | 1.320 | 1.090          | 1.009          | 733            |